# Улица Яковлева (Томск)
У́лица Я́ковлева — улица в Томске. Пролегает от улицы Пушкина до Новокиевской улицы.

## История
В настоящее время объединяет бывшую Петровскую и часть Алексее-Александровской улицы.
Название — Петровская (1878) связано с фамилией местного домовладельца. Алексее-Александровская улица своё название получила в память посещения Томска в 1873 году великим князем Алексеем Александровичем.
В 1927 году Петровскую улицу переименовали в улицу Красного пожарника по располагавшейся здесь пожарной части (поименованный тогда же переулок Красного Пожарника сохранил своё название и по сейчас).
Современное название получила 28 октября 1957 года в честь Николая Николаевича Яковлева (1886—1918) — председателя Томского совета рабочих и солдатских депутатов (1917).

## Достопримечательности
Успенская старообрядческая церковь.

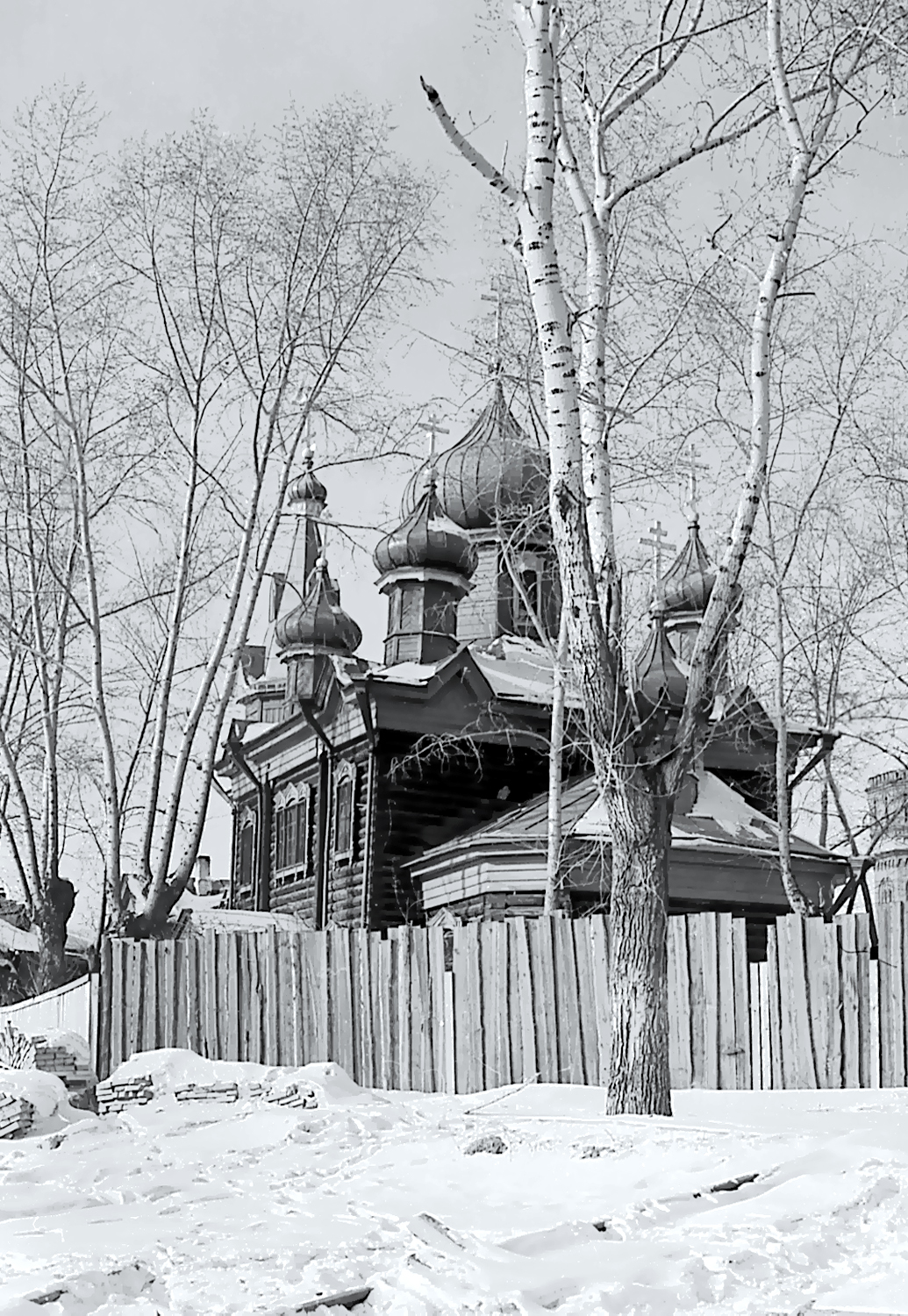
Успенская старообрядческая церковь

Построена на бывшей Алексее-Александровской улице в 1910—1913 годах при священнике Тихоне, будущем епископе Томском и Алтайском.
Действовала в советское время, закрывалась в 1941—1944 годах.
27 августа 2004 года торжественное богослужение в церкви в престольный праздник провёл митрополит Московский и Всея Руси Русской православной старообрядческой церкви Андриан (Четвергов).

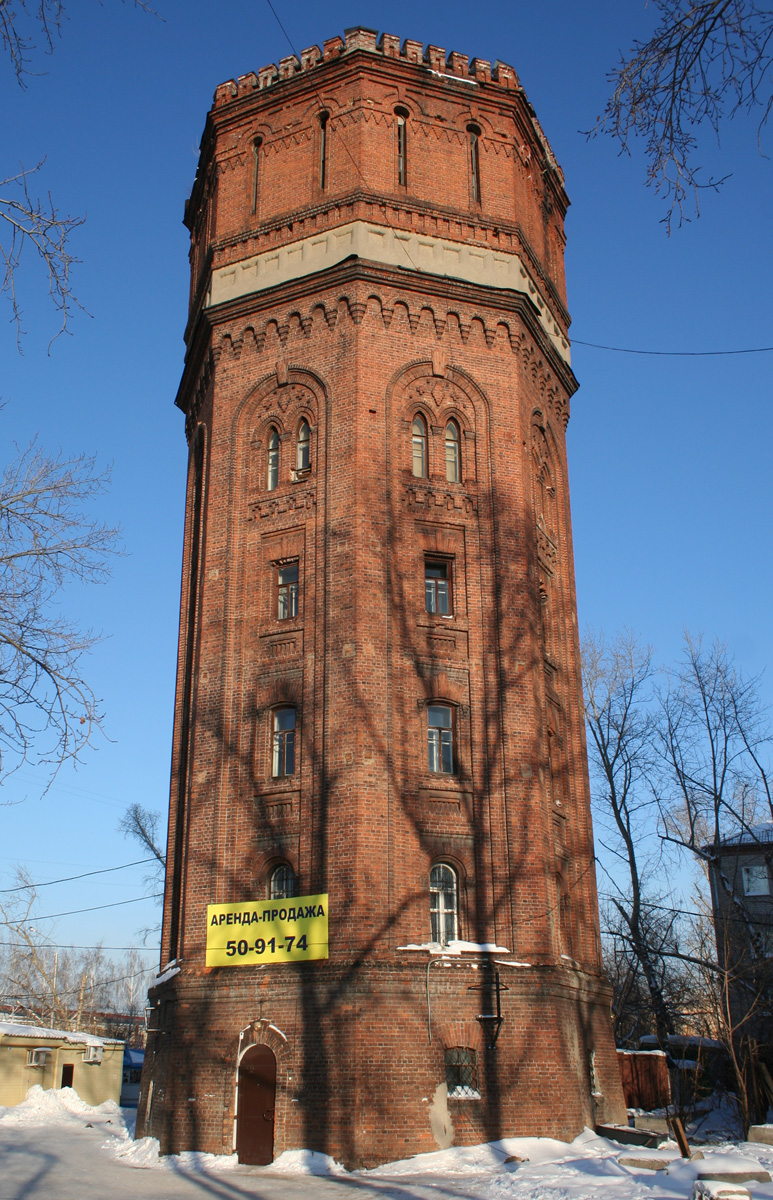
Водонапорная башня

Водонапорная башня Томского водопровода
Возведена марте 1905 года в связи с устройством Томского водопровода (проект общества механических заводов братьев Бромлей, 1903), на башне сохранилась литая из меди о том надпись. В резервуаре башне вмещалось 20 тысяч ведер воды (280 тонн) при суточной подаче воды в городе 360 тысяч ведер.
В апреле 1955 года на пятом этаже башни, прямо под баком с водой, установили телевизионные передатчики, а на башне — антенну, обеспечившую радиус приема 35 километров, общая высота башни составила 56 метров. Здесь был организован первый за Уралом телецентр. Конструировали и налаживали телеоборудование сотрудники политехнического института.
В начале 1960-х годов башня перестала быть водонапорной — все окрестные дома получили центральное водоснабжение.
В январе 1969 года в Томске была введена в эксплуатацию новая 180-метровая телевышка, что позволило увеличить радиус уверенного приема сигнала до 90 километров. В башне находилось телевизионное оборудование, работала телемастерская. Потом в ней были устроены офисные помещения.
В апреле 1980 года башня получила статус памятника архитектуры регионального значения.
 № 7000239000
В апреле 2007 года здание выставлено на торги.
К настоящему времени утрачено завершение башни и шпиль.